# Lucille Starr
Lucille Starr, artiestennaam van Lucille Marie Raymonde Savoie (St. Boniface (Canada), 13 mei 1938 – Las Vegas, 4 september 2020), was een Canadese Engels- en Franstalige zangeres en songwriter, die tevens bedreven was in het jodelen. Zij werd in 1965 bekend met de hit The French Song.

## Biografie

### Begin carrière
Savoie debuteerde in de Franstalige gemeenschap van Maillardville in Brits-Columbia bij de lokale groep Les Hirondelles. Zij nam de artiestennaam Lucille Starr aan en vormde samen met haar latere echtgenoot Bob Regan een zangduo "Bob & Lucille". Het paar nam tussen 1958 en 1963 een aantal 45-toerenplaten op, voornamelijk covers van artiesten als Perry Como en Connie Francis. Het duo werd bekend aan de Noord-Amerikaanse westkust als de Canadian Sweethearts, en in 1963 kregen zij een contract bij de platenmaatschappij A&M Records.

### The French Song
In Los Angeles nam Lucille Starr The French Song op, een nummer dat geproduceerd werd door Herb Alpert. Het nummer bevat zowel Frans- als Engelstalige zinnen. De eigenlijke titel van het nummer is de eerste zin: Quand le soleil dit bonjour aux montagnes, maar voor de Engelstalige markt werd de titel veranderd in het gemakkelijker te begrijpen The French Song. In 1964 werd het nummer een internationaal succes, Starr was de eerste Canadese vrouwelijke artiest die meer dan een miljoen platen verkocht. Niet alleen in de Verenigde Staten en Canada, maar ook in Australië, Zuid-Afrika en in heel Europa was het een groot succes. In 1965 scoorde Starr in Europa nog met Colinda en Jolie Jacqueline, waarna haar carrière in rustiger vaarwater kwam.
In 2010 werd een "jukebox musical", een musical met haar liedjes als partituur, opgevoerd met als titel Back to You: the Life and Music of Lucille Starr. De stad Coquitlam in Brits-Columbia heeft een straat naar haar vernoemd, de "Lucille Starr Way".
Starr werd in 1989 opgenomen in de Canadian Country Music Hall of Fame.

## Discografie

### Albums
| Album met eventuele hitnotering(en) in de Nederlandse Album Top 100 | Datum van verschijnen | Datum van binnenkomst | Hoogste positie | Aantal weken | Opmerkingen |
| ------------------------------------------------------------------- | --------------------- | --------------------- | --------------- | ------------ | ----------- |
| Lucille Starr                                                       | 1982                  | 30 januari 1982       | 8               | 19           |             |
| Sweet memories                                                      | 1990                  | 2 juni 1990           | 51              | 9            |             |

### Singles
| Single met eventuele hitnotering(en) in de Nederlandse Top 40 | Datum van verschijnen | Datum van binnenkomst | Hoogste positie | Aantal weken | Opmerkingen                |
| ------------------------------------------------------------- | --------------------- | --------------------- | --------------- | ------------ | -------------------------- |
| The French song (Quand le soleil dit bonjour aux montagnes)   | 1964                  | 2 januari 1965        | 1(2wk)          | 19           | Nr. 1 in de Single Top 100 |
| Colinda / Crazy arms                                          | 1965                  | 16 januari 1965       | 3               | 21           | Nr. 2 in de Single Top 100 |
| Jolie Jacqueline                                              | 1965                  | 8 mei 1965            | 19              | 10           |                            |
| Don't let the stars get in your eyes                          | 1965                  | 16 oktober 1965       | 29              | 2            | met Bob Regan              |

| Single met hitnotering(en) in de Vlaamse Ultratop 50        | Datum van verschijnen | Datum van binnenkomst | Hoogste positie | Aantal weken | Opmerkingen |
| ----------------------------------------------------------- | --------------------- | --------------------- | --------------- | ------------ | ----------- |
| The French song (Quand le soleil dit bonjour aux montagnes) | 1964                  | 1 januari 1965        | 1(2wk)          | 16           |             |
| Colinda                                                     | 1965                  | 1 maart 1965          | 12              | 16           |             |
| Jolie Jacqueline                                            | 1965                  | 1 juni 1965           | 8               | 12           |             |

### NPO Radio 2 Top 2000
| Nummers met noteringen in de NPO Radio 2 Top 2000 | '99  | '00  | '01  | '02  | '03  | '04  | '05  | '06  | '07  | '08  |
| ------------------------------------------------- | ---- | ---- | ---- | ---- | ---- | ---- | ---- | ---- | ---- | ---- |
| Colinda                                           | 1865 | -    | -    | -    | -    | -    | -    | -    | -    | -    |
| The French Song                                   | 1247 | 1256 | 1759 | 1737 | 1691 | 1490 | 1245 | 1330 | 1613 | 1447 |

1. ↑  Een '-' betekent dat het nummer niet was genoteerd en een vetgedrukt getal geeft de hoogste notering van een nummer aan.
2. ↑  Deze tabel is bijgewerkt tot en met de laatste editie (2024).

- Gemeinsame Normdatei: 134741129
- International Standard Name Identifier: 0000 0000 3283 8773
- Library of Congress Control Number: n91080104
- MusicBrainz: 71b29def-bf79-4a06-bb1f-7210d505805c
- Virtual International Authority File: 21320889
- WorldCat: E39PBJvXf8pGgHtGQM7cW9Btrq